# Marcos Augusto Morínigo
Marcos Augusto Morínigo (* 1904 in Asunción; † 1987 in Córdoba (Argentinien)) war ein argentinischer Romanist, Hispanist und Lexikograf.

## Leben und Werk
Morínigo studierte bei Amado Alonso in Buenos Aires. Stipendien erlaubten ihm das Weiterstudium in Paris und New York. Er lehrte zuerst in Paraná (Argentinien), ab 1939 an der Universidad Nacional de Tucumán in San Miguel de Tucumán. 
1946 verließ er Argentinien und lehrte nacheinander an den Universitäten Cáracas, University of Florida in Gainesville,  University of California at Berkeley und (als Associate Professor) University of Southern California in Los Angeles. Von 1957 bis 1960 war er an der Universität Buenos Aires Professor und Dekan, lehrte dann aber wieder in den Vereinigten Staaten und zwar von 1960 bis zu seiner Emeritierung 1970 in Urbana an der University of Illinois at Urbana-Champaign.

## Werke
- Hispanismos en el Guaraní. Estudio sobre la penetración de la cultura española en la Guaraní, según se refleja en la lengua, Buenos Aires 1931, 1951
- Las voces guaranies del Diccionario academico, Buenos Aires 1935
- América en el teatro de Lope de Vega, Buenos Aires 1946 (Dissertation)
- Programa de Filología Hispánica, Buenos Aires 1959 (Sammelschrift)
- Diccionario manual de Americanismos, Buenos Aires 1966 
  - Diccionario de americanismos, Barcelona  1985
  - Diccionario del Español de América, Madrid  1993, 1996
  - Nuevo diccionario de americanismos e indigenismos, hrsg. von Marcos Alberto Morínigo Vázquez-Prego, Buenos Aires 1998
- (Hrsg. mit Isaías Lerner) Alonso de Ercilla, La Araucana, 2 Bde., Madrid 1980–1983
- Raíz y destino del guaraní, hrsg. von Fernando B. Morínigo,  Asunción 1989